# Oxytate chlorion
Oxytate chlorion es una especie de araña cangrejo del género Oxytate, familia Thomisidae. Fue descrita científicamente por Simon en 1906.

## Distribución
Esta especie se encuentra en India.

## Tratamiento taxonómico
La especie aparece registrada y publicada en Voyage de M. Maurice Maindron dans l’Inde méridionale (mai à novembre 1901). 8me Mémoire. Arachnides (2e partie). in: Voyage de M. Maurice Maindron dans l’Inde méridionale. 8e Mémoire. Annales de la Société Entomologique de France 75(3): 279–314.